# Francisco Garcia de Padilla
Francisco Garcia de Padilla, OFM (falecido em 1515) foi um prelado católico romano que serviu como bispo de Santo Domingo de 1511 a 1515 e como bispo eleito de Bayuna de 1504 a 1511.